# Nikolai Konrad

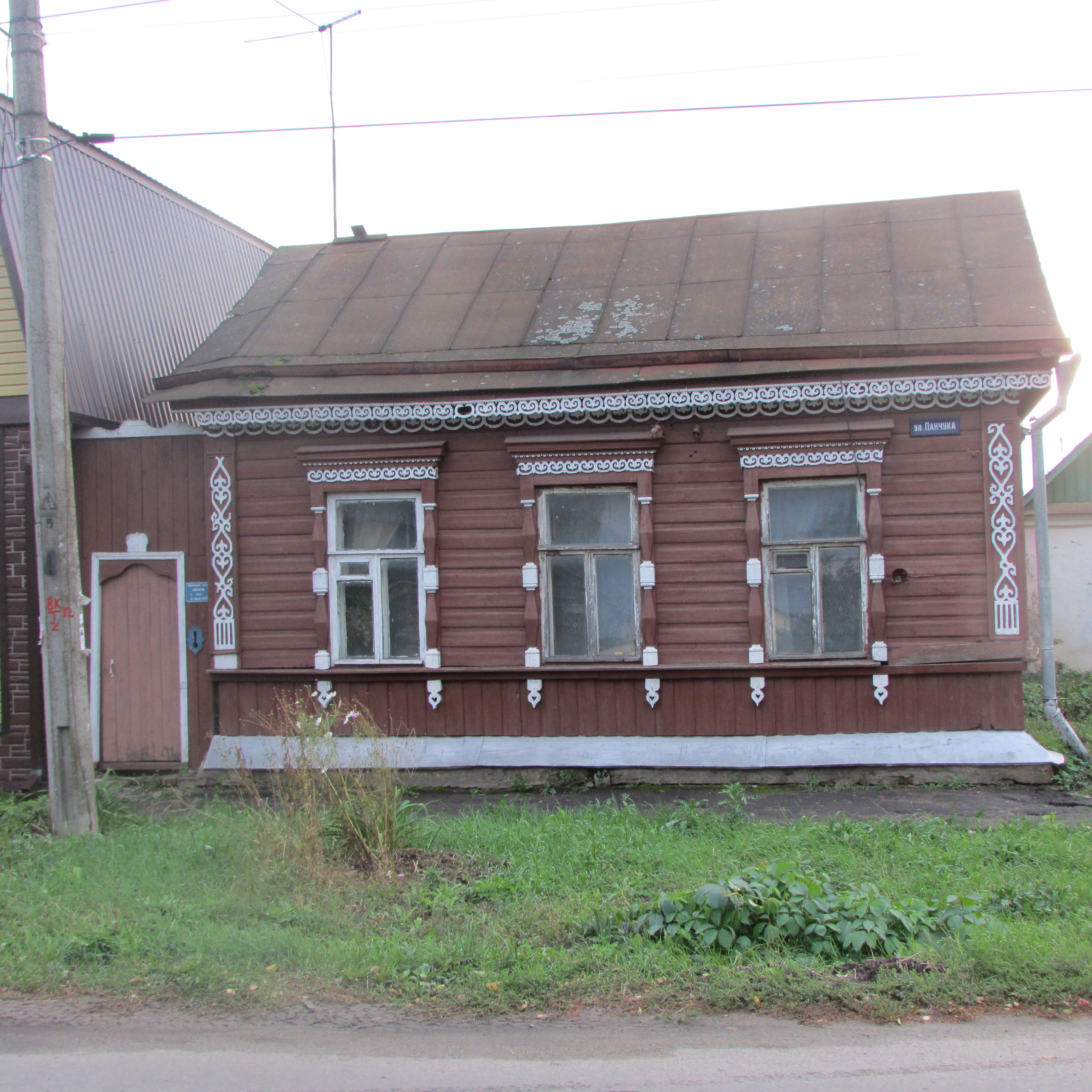
Konrads Geburtshaus

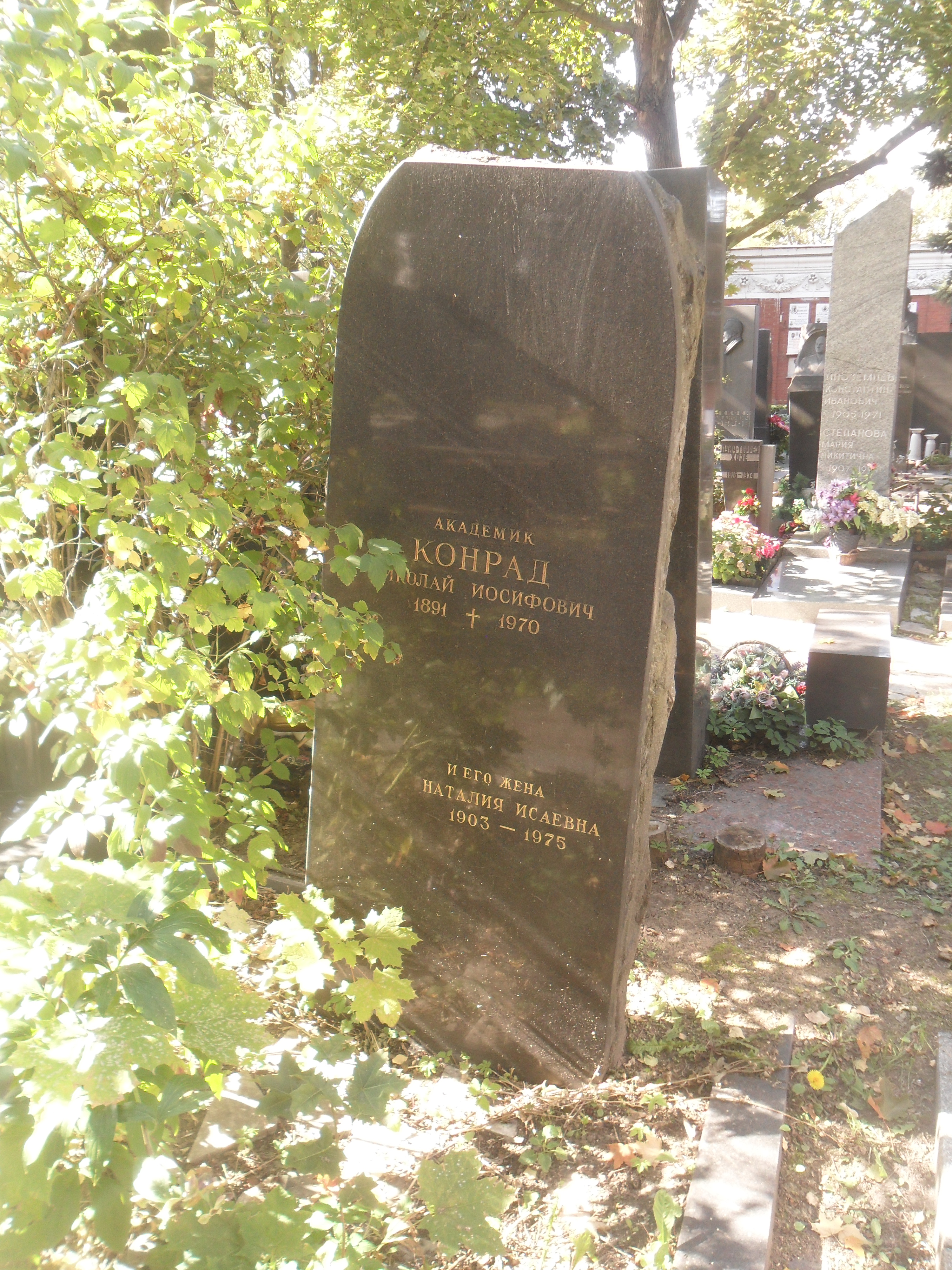
Konrads Grab

Nikolai Iossifowitsch Konrad (russisch Никола́й Ио́сифович Ко́нрад [nʲɪkɐˈlaˑj ɪˈɔˑsʲɪfəvʲiʧʲ ˈkɔˑnrət]; geboren 1. März 1891 in Riga, Gouvernement Livland, Russisches Kaiserreich; gestorben 30. September 1970 in Moskau) war ein sowjetischer Orientalist. Er wird als »Vater der sowjetischen Japanologie« bezeichnet und ist vor allem als Herausgeber eines großen japanisch-russischen Wörterbuches bekannt.

## Biografie
Konrad wurde 1891 in Riga geboren. Seine Familie war anscheinend jüdisch und sein Vater war Eisenbahningenieur. Nach anderen Quellen war sein Vater ein deutschstämmiger Lette und seine Mutter die Tochter eines Priesters aus dem Gouvernement Orjol. 1908 schloss er das Gymnasium in Riga ab und begann ein Studium an der Japanisch-chinesischen Abteilung der Orientalistischen Fakultät der Universität Sankt Petersburg. Daneben lernte er an der Praktischen Orientalischen Akademie (Практическая восточная академия, ПВА) Japanisch. 1912 schloss er das Studium ab und ging mit einem Forschungsstipendium für zwei Monate nach Japan. 1913/1914 unterrichtete er Chinesisch und Japanisch am Handelsinstitut Kiew (Киевский коммерческий институт, heute Nationale Wadym-Hetman-Wirtschaftsuniversität Kiew).
1914 ging Konrad für einen Forschungsaufenthalt nach Japan. Er besuchte Vorlesungen an der Universität Tōkyō und lernte klassisches Chinesisch. Von Japan aus besuchte er mehrmals Korea und China. Im Herbst 1917 (nach dem Sturz der russischen Monarchie) kehrte er nach Russland zurück, und es scheint, dass er Russland von da an nie wieder verlassen würde. Er schloss seine Magisterprüfungen in japanischer, chinesischer und koreanischer Literatur ab. 1919 ging nach Orjol, wo seine Eltern lebten, nachdem sie Riga wohl aus Angst vor der deutschen Invasion verlassen hatten. In Orjol beteiligte er sich an der Organisation einer proletarischen Universität und war von 1920 bis 1922 Rektor der Universität Orjol (Орловский университет, heute Орловский государственный университет).
Konrad kehrte nach Petrograd an seine Alma Mater zurück 1922 wurde er Dozent, 1926 Professor für Japanisch am Leningrader Institut für Lebende Orientalische Sprachen (Ленинградского института живых восточных языков). Gleichzeitig hatte er den Lehrstuhl für japanische Sprache und Literatur an seiner alten Universität inne. 1934 schloss er sein Doktorat ab und wurde zum korrespondierenden Mitglied der Akademie der Wissenschaften der UdSSR gewählt. Er schrieb und übersetzte (zum Teil gemeinsam mit seiner Frau Natalija Isajewna Fel’dman-Konrad) über den Feudalismus in Japan, klassische und moderne – insbesondere proletarische – japanische Literatur, japanisches Theater und japanische Geschichte.
Die Universität Leningrad war das wichtigste Zentrum für Japanologie in der Sowjetunion. Anfangs hielt Konrad alle Lehrveranstaltungen selbst ab, und er verfasste mehrere Lehrbücher für japanische Sprache und Literatur. Anfang der 1930er Jahre kamen sechs oder sieben Mitarbeiter zu seiner Abteilung hinzu, und 1933 begannen 26 Studenten das Studium an der Abteilung. 1936 und 1937 hielt er eine Reihe von Vorträgen am Institut der Roten Professur. Unter den wichtigsten Büchern Konrads in dieser Zeit sind zwei Übersetzungen – Das Herz (Kokoro) von Sōseki Natsume und das Ise Monogatari –, fünf Bücher und Lehrbücher über japanische Sprache und Literatur sowie zwei Werke über japanische Geschichte.
1937 wurden Nikolai Alexandrowitsch Newski, ein bahnbrechender Spezialist für das Tangutische, und seine Frau Isoko Mantani-Newski (萬谷磯子) verhaftet. Newski und Konrad hatten gemeinsam studiert und wohnten im selben Haus. Konrad fanden nach der Verhaftung der Newskis deren Tochter Jelena weinend vor, nahmen sie bei sich auf und adoptierten sie später.
1938 wurde Konrad verhaftet, gefoltert sowie 1939 als »japanischer Spion« zu fünf Jahren Arbeitslager verurteilt, und das Institut für Lebende Orientalische Sprachen wurde geschlossen, vielleicht weil ein Großteil des Lehrkörpers den Stalinschen Säuberungen zum Opfer gefallen war.
1941 wurde Konrad vorzeitig aus der Haft entlassen und seine Strafe aus dem Register getilgt, doch er wurde nicht rehabilitiert.
Konrad ließ sich in Moskau nieder und war von 1941 bis 1958 Professor für japanische Sprache am Institut für Orientalistik der Staatlichen Universität Moskau. 1945 erhielt er den Leninorden und 1946 (nach anderen Quellen 1958) wurde er Vollmitglied der Akademie der Wissenschaften.
Nach dem Krieg wandte sich Konrad vermehrt der Chinaforschung zu. Er veröffentlichte eine Übersetzung der Kunst des Krieges (Sun Zi) und mehrere Artikel, in denen er die Theorien aus Stalins Artikel »Marxismus und Sprachwissenschaft« auf das Chinesische und das Japanische anwandte. (Drei solche Artikel sind in einer Bibliografie von 1967 angeführt; in einer Bibliografie von 1978 werden sie nicht mehr genannt.)
Nach dem Tod von Stalin setzte er sich für die Rehabilitierung und die Veröffentlichung der Werke von Nikolai A. Newski ein, der während der Säuberungen umgekommen war. Newski erhielt posthum den Leninorden.
1969 wurde Konrad mit dem japanischen Orden der aufgehenden Sonne ausgezeichnet.
1970 erschien Konrads Großes japanisch-russisches Wörterbuch (Большой японско-русский словарьko) in zwei Bänden.

## Werke (Auswahl)
- Современная начальная школа в Японии. — St. Petersburg, 1913.
- Япония. Народ и государство. Исторический очерк. — Petrograd, Наука и школа, 1923.
- Японская литература в образцах и очерках. — Leningrad, 1927; Nachdruck Moskau: Наука, 1991. — 551 с.
- Театр Кабуки, его история и теория // Японский театр. — Leningrad/Moskau: Всесоюзное общество культурной связи с заграницей, 1928.
- Краткий очерк грамматики японского разговорного языка. — Leningrad: Ленинградский восточный институт, 1934.
- Синтаксис японского национального литературного языка. — Moskau, 1937.
- Сунь-Цзы, У-Цзы: Трактаты о военном искусстве (Übersetzung). — zahlreiche Neuauflagen, u. a. Moskau: АСТ, 2002, 2016, 2017.
- Запад и Восток: Статьи. — Moskau: Наука, 1966; 2. Auflage Moskau: Наука, 1972.
- О смысле истории // Альманах «Восток». — Nr. 6(18), Juni 2004.
- Очерки японской литературы. Статьи и исследования. — Moskau: Художественная литература, 1973.
- Японская литература. От «Кодзики» до Токутоми. Очерки. — Moskau: Наука, 1974.
- Избранные труды: История. — Moskau: Наука, 1974.
- Избранные труды: Синология. — Moskau: Наука, 1977; Nachdruck Moskau: Ладомир, 1995.
- Избранные труды. Литература и театр. — Moskau: Наука, 1978.
- Очерк истории культуры средневековой Японии, 7-16 вв. — Moskau: Искусство, 1980.
- Неопубликованные работы. Письма. — Moskau: Российская политическая энциклопедия, 1996.